# مؤتمر حركة نداء تونس الأول
مؤتمر حركة نداء تونس الأول هو مؤتمر حزبي لحركة نداء تونس انعقد في سوسة في 9 و10 يناير 2016. وحمل شعار «الوفاء». وحضر الجلسة الافتتاحية للمؤتمر كل من رئيس الجمهورية الباجي قائد السبسي، مؤسس الحزب وراشد الغنوشي رئيس حركة النهضة. وضم شق حافظ قائد السبسي مع غياب شق محسن مرزوق.

## حيثيات المؤتمر
ألقى كل من الباجي قائد السبسي وراشد الغنوشي خطابا في الجلسة الافتتاحية للمؤتمر. وتم الاتفاق على